# Zaré
 (décembre 2017).
Zaré est une commune située dans le département de Yaba de la province du Nayala au Burkina Faso.